# 社会关系
社會關係（英語：Social relation）又稱社會互動或社交互動（英語：social interaction），在社會科學中用來定義在兩個或更多人類個體之間的任何關係。社會關係構成了社會結構，並且是社會結構的建立基礎，同時也是社會科學家分析研究的基本對象。社會關係的本質在一些社會科學家的理論中是相當關鍵的要素，比如像是馬克斯·韋伯提出的社會行動理論（theory of social action）。
社会关系的互動通常會在社会大众在共同认可及遵守的行为标准规范下，並且因為个人社會地位及其社會角色的不同而有不同的方式。社会关系涉及政治、经济、文化和生活诸方面的各种复杂的关系，它包含亲属关系和人际关系。中文在描述人物的社会关系时，常用个人经历、政治背景来说明人物之間复杂的社会关系。马克思主义认为，社会关系为生产关系构成的总和。

## 關係與互動的形式
Piotr Sztompka指出社會學和人類學中關係和互動的形式包括：
- 動物行為：是互動的最基本形式，即來自於身體運動的基本行為，是對於刺激簡單的生物性反應行為。
- 社會行動：具有意義和目的動作與行為，直接或間接的處理與其他人相關的行為與行動，或是開始對他人的要求進行回應。
- 社交聯繫：兩個社會行動互相作用，就會開始形成社交互動，社會行動也就成為社會關係的基礎。
- 符號學：符號學替社交聯繫進行定義，而透過符號學的定義，人類的社交活動變得比動物來的更複雜。例如：符號定義了阿姨、叔叔、雇主、老師以及父母與兄弟姐妹。總而言之，符號學整合了我們在社會關係中定義自己和他人的方式，並定義了人們如何從生活中理解、確定他們與其他人的關係。

這種社會學的關係與互動等級如下表所示：
|              | 身體運動 | 具有含意 | 針對他人 | 等待回應 | 特有或稀少的互動 | 互動 | 非計畫性的反覆互動 | 規律 | 法律、習俗與傳統上的互動 | 社交互動策略 |
| ------------ | -------- | -------- | -------- | -------- | ---------------- | ---- | ------------------ | ---- | ------------------------ | ------------ |
| 行為         | 是       |          |          |          |                  |      |                    |      |                          |              |
| 行動         | 是       | 可能     |          |          |                  |      |                    |      |                          |              |
| 社會行為     | 是       | 否       | 是       |          |                  |      |                    |      |                          |              |
| 社會行動     | 否       | 是       | 是       | 否       |                  |      |                    |      |                          |              |
| 社交聯繫     | 是       | 是       | 是       | 是       | 是               |      |                    |      |                          |              |
| 社交互動     | 是       | 是       | 是       | 是       | 是               | 是   |                    |      |                          |              |
| 重複互動     | 是       | 是       | 是       | 是       | 是               | 是   | 是                 |      |                          |              |
| 定期互動     | 是       | 是       | 是       | 是       | 是               | 是   | 是                 | 是   |                          |              |
| 受監管的互動 | 是       | 是       | 是       | 是       | 是               | 是   | 是                 | 是   | 是                       |              |
| 社會關係     | 是       | 是       | 是       | 是       | 是               | 是   | 是                 | 是   | 是                       | 否           |

## 相關學科
- 社會學
- 社會哲學
- 社會心理學
- 政治學